# Seznam svazů prameništní a rašeliništní vegetace v Česku
Seznam svazů prameništní a rašeliništní vegetace v Česku je zpracován (včetně pojetí syntaxonů) dle publikace Chytrý a kol. (2011) a představuje přehled svazů (typů rostlinných společenstev) řazených do prameništní a rašeliništní vegetace na území Česka.
Přehled je zpracován pomocí fytocenologických jednotek hlavní úrovně (ranku), kdy nejnižší hlavní jednotkou je asociace, jí nadřazený je pak svaz, nad svazem je řád (pro zjednodušení nejsou zde řády uvedeny) a nejvyšší jednotkou je třída. Vědecký název syntaxonu se řídí podle závazných pravidel, která jsou uvedena v mezinárodním kódu fytocenologické nomenklatury. Český název je pak pouze co nejstručnější a zároveň nejvýstižnějším popisem této vegetace a nepodléhá takovým závazným pravidlům. Celý tento seznam se ovšem vztahuje pouze na území České republiky. Proto zde uvedené třídy (nebo jiné jednotky) mají často další podřazené syntaxony, které zde nejsou uvedeny, protože se vyskytují pouze mimo ČR.

## TřídaMontio-Cardaminetea–Vegetace pramenišť
| Fotografie | Český název                                               | Odborný název                                 | Galerie na Commons                                                        | Asociace v rámci tohoto svazu |
| ---------- | --------------------------------------------------------- | --------------------------------------------- | ------------------------------------------------------------------------- | --- |
|            | Vegetace nevápnitých lesních pramenišť                    | svaz Caricion remotae                         | Kategorie „Caricion remotae“ na Wikimedia Commons                         | - Caricetum remotae – Vegetace lesních pramenišť s ostřicí řídkoklasou - Cardamino-Chrysosplenietum alternifolii – Vegetace lesních pramenišť s řeřišnicí hořkou - Pellio epiphyllae-Chrysosplenietum oppositifolii – Vegetace subatlantských lesních pramenišť s mokrýšem vstřícnolistým                |
|            | Vegetace vápnitých lesních pramenišť                      | svaz Lycopodo europaei-Cratoneurion commutati | Kategorie „Lycopodo europaei-Cratoneurion commutati“ na Wikimedia Commons | - Brachythecio rivularis-Cratoneuretum – Vegetace vápnitých lesních pramenišť s převahou mechorostů |
|            | Vegetace subatlantských podhorských nelesních pramenišť   | svaz Epilobio nutantis-Montion fontanae       | Kategorie „Epilobio nutantis-Montion fontanae“ na Wikimedia Commons       | - Philonotido fontanae-Montietum rivularis – Vegetace podhorských pramenišť se zdrojovkami |
|            | Vegetace nevápnitých alpínských a subalpínských pramenišť | svaz Swertio perennis-Dichodontion palustris  | Kategorie „Swertio perennis-Dichodontion palustris“ na Wikimedia Commons  | - Crepido paludosae-Philonotidetum seriatae – Vegetace kyselých vysokohorských pramenišť s převahou mechorostů - Swertietum perennis – Vegetace subalpínských pramenišť s pažitkou pobřežní a kropenáčem vytrvalým - Cardaminetum opicii – Vegetace vysokohorských pramenišť s řeřišnicí hořkou Opizovou |

## TřídaScheuchzerio palustris-Caricetea nigrae–Vegetace slatinišť, přechodových rašelinišť a vrchovištních šlenků
| Fotografie | Český název                                                    | Odborný název                                  | Galerie na Commons                                                         | Asociace v rámci tohoto svazu |
| ---------- | -------------------------------------------------------------- | ---------------------------------------------- | -------------------------------------------------------------------------- | --- |
|            | Vápnitá slatiniště                                             | svaz Caricion davallianae                      | Kategorie „Caricion davallianae“ na Wikimedia Commons                      | - Valeriano dioicae-Caricetum davallianae – Vápnitá slatiniště s ostřicí Davallovou - Carici flavae-Cratoneuretum filicini – Slatinná pěnovcová prameniště - Valeriano simplicifoliae-Caricetum flavae – Karpatská vápnitá nepěnovcová slatiniště - Campylio stellati-Caricetum lasiocarpae – Vápnitá nepěnovcová slatiniště s vachtou trojlistou a vysokými ostřicemi - Junco subnodulosi-Schoenetum nigricantis – Vápnitá slatiniště se šášinami - Eleocharitetum quinqueflorae – Iniciální sukcesní stadia vápnitých slatinišť s bahničkou chudokvětou |
|            | Slatiniště s kalcikolními druhy a kalcitolerantními rašeliníky | svaz Sphagno warnstorfii-Tomentypnion nitentis | Kategorie „Sphagno warnstorfii-Tomentypnion nitentis“ na Wikimedia Commons | - Sphagno warnstorfii-Eriophoretum latifolii – Minerálně bohatá slatiniště s kalcitolerantními rašeliníky - Campylio stellati-Trichophoretum alpini – Minerálně bohatá slatiniště s rašeliníky a suchopýrkem alpským - Menyantho trifoliatae-Sphagnetum teretis – Minerálně bohatá slatiniště s kalcitolerantními rašeliníky a boreálními ostřicemi |
|            | Mírně kyselá rašeliniště a rašelinné louky                     | svaz Caricion canescenti-nigrae                | Kategorie „Caricion canescenti-nigrae“ na Wikimedia Commons                | - Caricetum nigrae – Mezotrofní rašelinné louky s ostřicí obecnou - Drosero anglicae-Rhynchosporetum albae – Mezotrofní rašeliniště s hrotnosemenkami - Agrostio caninae-Caricetum diandrae – Mezotrofní rašeliniště s boreálními ostřicemi - Bartsio alpinae-Caricetum nigrae – Vegetace zrašelinělých pramenišť v hercynských karech - Calliergo sarmentosi-Eriophoretum angustifolii – Arkticko-alpínská rašeliniště se srpnatkou trsnatou |
|            | Přechodová rašeliniště                                         | svaz Sphagno-Caricion canescentis              | Kategorie „Sphagno-Caricion canescentis“ na Wikimedia Commons              | - Sphagno recurvi-Caricetum rostratae – Trvale zamokřená přechodová rašeliniště s ostřicí zobánkatou - Sphagno recurvi-Caricetum lasiocarpae – Přechodová rašeliniště s ostřicí plstnatoplodou - Carici echinatae-Sphagnetum – Přechodová rašeliniště s nízkými ostřicemi - Polytricho communis-Molinietum caeruleae – Vysychavá přechodová rašeliniště s bezkolencem modrým |
|            | Vegetace vrchovištních šlenků                                  | svaz Sphagnion cuspidati                       | Kategorie „Sphagnion cuspidati “ na Wikimedia Commons                      | - Drepanoclado fluitantis-Caricetum limosae – Vegetace šlenků s ostřicí mokřadní na hlubokých vrchovištích - Carici rostratae-Drepanocladetum fluitantis – Vegetace šlenků v mělkých částech horských vrchovišť - Rhynchosporo albae-Sphagnetum tenelli – Subatlantské vrchovištní trávníky s hrotnosemenkou bílou |

## TřídaOxycocco-Sphagnetea–Vegetace vrchovišť
| Fotografie | Český název                                 | Odborný název                                    | Galerie na Commons                                                           | Asociace v rámci tohoto svazu |
| ---------- | ------------------------------------------- | ------------------------------------------------ | ---------------------------------------------------------------------------- | --- |
|            | Kontinentální a subkontinentální vrchoviště | svaz Sphagnion magellanici                       | Kategorie „Sphagnion magellanici“ na Wikimedia Commons                       | - Eriophoro vaginati-Sphagnetum recurvi – Koberce rašeliníku křivolistého se suchopýrem pochvatým - Andromedo polifoliae-Sphagnetum magellanici – Bultová vegetace subkontinentálních a kontinentálních vrchovišť - Vaccinio uliginosi-Pinetum mugo – Vrchoviště s klečí - Sphagno-Pinetum sylvestris – Suchopýrové bory kontinentálních rašelinišť - Ledo palustris-Pinetum uncinatae – Vrchovištní blatkové bory |
|            | Oceánická a suboceánická vrchoviště         | svaz Oxycocco palustris-Ericion tetralicis       | Kategorie „Oxycocco palustris-Ericion tetralicis“ na Wikimedia Commons       | - Trichophoro cespitosi-Sphagnetum papillosi – Koberce rašeliníku bradavčitého se suchopýrkem trsnatým |
|            | Boreální vrchoviště                         | svaz Oxycocco microcarpi-Empetrion hermaphroditi | Kategorie „Oxycocco microcarpi-Empetrion hermaphroditi“ na Wikimedia Commons | - Trichophoro cespitosi-Sphagnetum compacti – Boreální vrchoviště se suchopýrkem trsnatým - Empetro nigri-Sphagnetum fusci – Boreální vrchoviště s bulty rašeliníku hnědého |